# Metropolia Chihuahua
Metropolia Chihuahua – metropolia Kościoła rzymskokatolickiego w Meksyku. Erygowana w dniu 22 listopada 1958 roku. W skład metropolii wchodzi 1 archidiecezja i 5 diecezji.
W skład metropolii wchodzą:
- Archidiecezja Chihuahua
  - Diecezja Ciudad Juárez
  - Diecezja Cuauhtémoc-Madera
  - Diecezja Nuevo Casas Grandes
  - Diecezja Parral
  - Diecezja Tarahumara